# Чачозеро (озеро, Ленинградская область)
Чачозеро — пресноводное озеро на территории Винницкого сельского поселения Подпорожского района Ленинградской области.

## Общие сведения
Площадь озера — 1,3 км², площадь водосборного бассейна — 6,26 км². Располагается на высоте 126,8 метров над уровнем моря.
Форма озера продолговатая: оно более чем на два километра вытянуто с юго-запада на северо-восток. Берега каменисто-песчаные, преимущественно заболоченные.
Из северо-восточной оконечности озера вытекает Чачручей, впадающий с левого берега в реку Шокшу. Шокша, в свою очередь, впадает в реку Оять, левый приток Свири.
К востоку от озера проходит дорога местного значения 41К-016 («Станция Оять — Алёховщина — Надпорожье — Плотично (от автодороги „Кола“)»).
Населённые пункты вблизи водоёма отсутствуют.
Код объекта в государственном водном реестре — 01040100811102000015746.